# Переяславский переулок
Переясла́вский переу́лок — небольшая улица в центре Москвы в Мещанском районе Центрального административного округа между Банным переулком и Средней Переяславской улицей.

## История
Название возникло в XVIII веке по находившейся здесь с XVII века Переяславской ямской слободе, которая была названа по городу Переславлю-Залесскому, куда ямщики перевозили грузы и пассажиров. В этом районе существуют также три Переяславские улицы (Большая, Средняя и Малая).

## Расположение
Переяславский переулок начинается слева от Банного переулка, проходит на север параллельно проспекту Мира до Средней Переяславской улицы. Внутридворовой проезд соединяет его также с Глинистым переулком.

## Учреждения и организации
- № 4 — центральный аппарат молодёжной организации «Молодая гвардия Единой России».